# Torre de les Punxes
La Torre o Casa de les Punxes, també anomenada Casa Estrada, és un xalet al veïnat de Sant Pol de Sant Feliu de Guíxols (al Baix Empordà) protegit com a bé cultural d'interès local.

## Arquitectura
Edifici unifamiliar aïllat, situat a primera línia de mar i envoltat de jardí i tanca. Consta de planta baixa i pis, amb torratxa central més elevada i altres petites torres al voltant decorades amb trencadís blanc-i-blau. L'accés es fa per un cos lateral que comunica amb el jardí i amb l'habitatge. Un dels elements més remarcables d'aquest edifici són motllures d'ornamentació de les finestres, amb decoració vegetal típicament modernista.

## Història
La casa Estrada està situada en la zona per on va començar a ser urbanitzada la Platja de Sant Pol a les darreries del segle xix. El propietari de la finca, Pere Màrtir Estrada, va ser el primer que hi va fer construir un edifici residencial. L'obra és popularment coneguda com la "casa de les Punxes"; aquestes punxes o torres que li donen nom corresponen a cadascun dels fills del senyor Estrada, que les feia aixecar amb caràcter commemoratiu.
A principis de 2024 aquesta casa estava a la venda.